# Gaugesymmetri
Gaugesymmetri är den symmetriprincip som ligger bakom standardmodellens kvantmekaniska beskrivning av tre av de fyra fundamentala krafterna – elektromagnetism samt den starka och svaga kärnkraften. Huvudidén är att fysikens lagar är invarianta under vissa symmetrier och att symmetritransformationer kan utföras lokalt och inte bara globalt; det vill säga att man kan göra olika transformationer i varje punkt i rumtiden. Dessa symmetritransformationer kallas gaugetransformationer.
Hur man definierar jord i en elektrisk krets är ett exempel på gaugesymmetri: när den elektriska potentialen i kretsen ökas lika mycket överallt fungerar kretsen fortfarande likadant eftersom alla spänningar (potentialskillnader) fortfarande är desamma. Detta är ett exempel på en global gaugesymmetri.
Elektromagnetisk fältteori är mer generellt ett viktigt exempel på en gaugeinvariant teori, där Maxwells ekvationer är invarianta under gaugetransformationer av den elektrostatiska potentialen och vektorpotentialen.
Partikelfysikens standardmodell är en kvantfältteori. En sådan teori uttrycks i Lagrangsk formalism och att teorin är gaugeinvariant betyder då att Lagrangefunktionen måste vara invariant under gaugetransformationer. Gaugeinvarians var en av de övergripande principer som användes under uppbyggnaden av standardmodellen.
En teori som inbegriper gaugesymmetri kallas för en gaugeteori.